# Dolno Srpci
Dolno Srpci (makedonska: Долно Српци) är en ort i Nordmakedonien. Den ligger i kommunen Mogila, i den sydvästra delen av landet, 90 kilometer söder om huvudstaden Skopje. Dolno Srpci ligger 636 meter över havet och antalet invånare är 1 433.